# Pablo Ruz Villanueva
Pablo Ruz Villanueva (Elx, 1983) és un polític i professor d'educació secundària valencià, alcalde d'Elx (Baix Vinalopó) des de 2023 i senador al Senat espanyol en la XIV Legislatura.
Llicenciat en Història de l'Art per la Universitat de Múrcia, va obtindre el Certificat d'Aptitud Pedagògica a la Universitat Miguel Hernández el 2011 pel que exerceix de professor de secundària al col·legi privat Foment Aitana d’Elx. També ha estat docent a la universitat privada CEU d'Alacant.
Políticament milita al Partit Popular (PP) on presideix l'agrupació local d'Elx des de 2017 i a les eleccions generals de novembre de 2019 va ser triat senador on va ser portaveu d'educació. Va encapçalar la candidatura del PP il·licità a les eleccions municipals de 2023 millorant resultats respecte a l'anterior convocatòria tot i que no aconseguí superar al Partit Socialista. Tot i això va ser triat alcalde amb el suport de Vox